# Лёф, Анни
Анни Мари Терез Лёф (швед. Annie Marie Therése Lööf, в девичестве Йоханссон, Johansson; род. 16 июля 1983, Вернаму, Йёнчёпинг) — шведский юрист, государственный и политический деятель. Лидер Партии центра (2011—2023), министр промышленности Швеции (2011—2014), депутат Риксдага от округа Йёнчёпинг (2006—2023).

## Ранние годы
Энни Лёф родилась и выросла в небольшом городке Мараме к северо-западу от Вернаму. Анни Лёф — дочь шведского политика, члена Партии Центра Ганса-Йорана Йоханссона (Hans-Göran Johansson; род. 1958), в прошлом — мэра муниципалитета Вернаму (2009—2021).
В школе она училась вместе с детьми беженцев, спасавшихся от военных конфликтов на Балканах. В молодости Лёф  играла в футбол и была футбольным вратарём в женской команде местного футбольного клуба «Вернаму». Во время своего последнего года обучения в средней школе Финнведенс в Вернаму в классе с гуманитарным уклоном она решила заняться политикой.

## Политическая карьера
В конце 2001 года Лёф вступила в Партию Центра. Во время парламентских выборов 2002 года она работала в качестве политтехнолога в молодежной организации Партии Центра (CUF) в лене Йёнчёпинг и в том же году получила стипендию имени Дага Хаммаршельда, что позволило ей отправиться на стажировку в штаб-квартиру ООН в Нью-Йорке. После стажировки она поступила на учебу в Лундский университет и получила степень магистра права в августе 2011 года.

### Член парламента (с 2006 года)
На парламентских выборах 2006 года Лёф была избрана в риксдаг, став на тот момент самым молодым членом парламента Швеции.
В течение нескольких лет она  работала в Совете Молодёжной федерации Северного центра, второй по величине молодёжной организации Скандинавии. Она также была вице-президентом молодёжной организации Партии Центра (CUF).
В 2008 году Лёф была награждена грантом «Программы Европейского лидерства для молодежи» от посольства США.
Анни Лёф была членом комитета по финансам, обороны и вице-президентом комитета по правосудию, а также первым заместителем руководителя палаты представителей парламентской группы Партии Центра и членом исполнительного совета партии. А также до 2008 года Лёф была в составе шведской делегации Северного Совета и  была членом Комитета по Конституции.
Также она занималась муниципальной политикой в Вярнамо: была депутатом городского совета Вярнамо с 2002 по 2004 год, была членом Совета граждан с 2002 по 2004 год, а также членом муниципального совета с 2006 по 2007 год. Лёф также был избрана в муниципальный совет Вярнамо в 2010 году, но отказалась от должности из-за работы в партии.
После парламентских выборов 2010 года Лёф была избрана председателем Национальной группы по анализу после выборов, которую назначила Центральная партия. Аналитическая группа представила свой отчёт в январе 2011 года. В том же году она стала пресс-секретарем по финансовым и экономическим вопросам своей партии. 31 августа 2011 года Комитет по выдвижению кандидатур в Партии Центра выдвинул кандидатуру Анни Лёф на пост президента партии, а на съезде партии в Оре 23 сентября она была избрана путём аккламации.

### Лидер Партии Центра (с 2011 года)

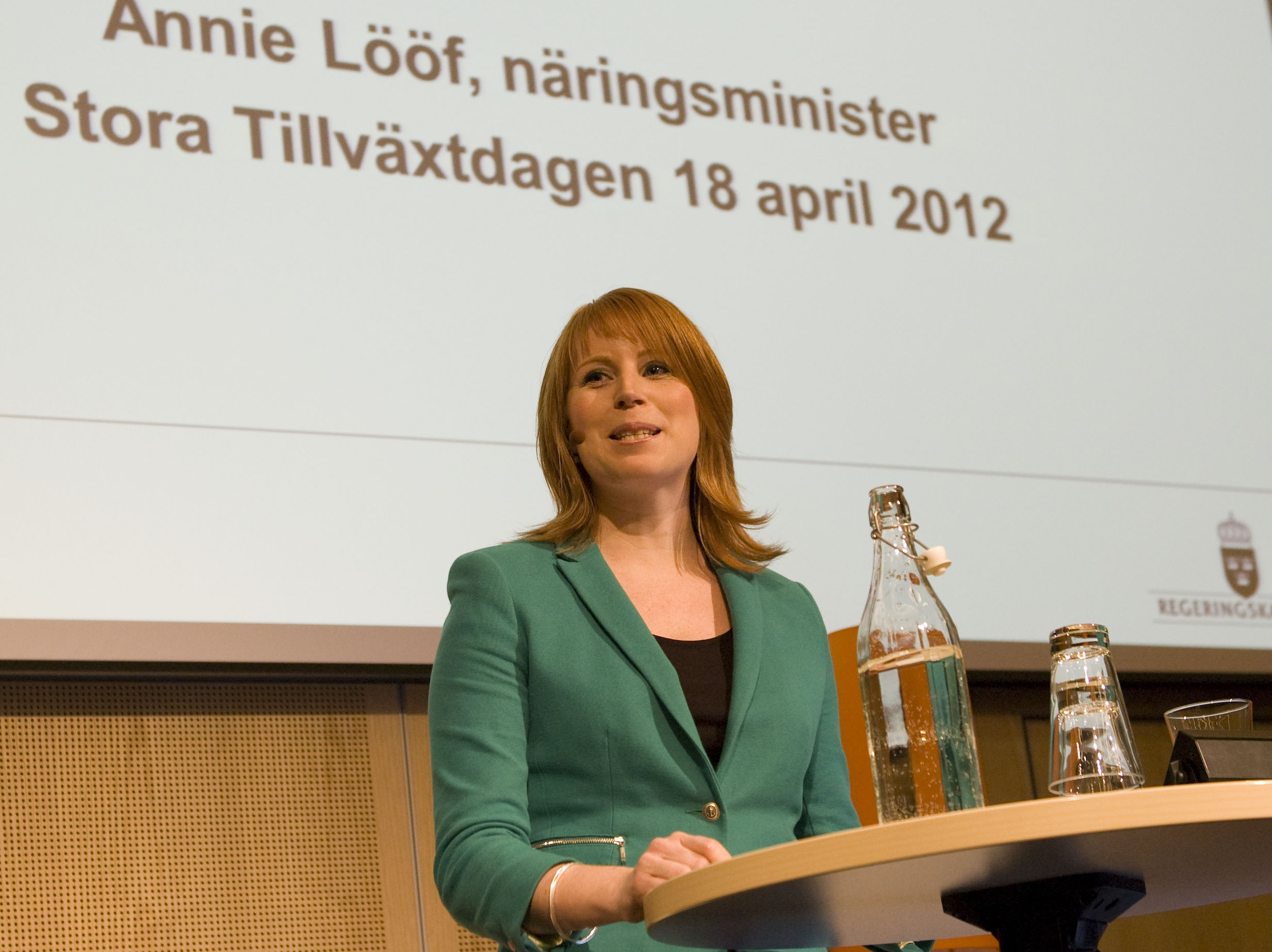
Лёф на Дне большого роста (Stora Tillväxtdagen) в апреле 2012 года

Лёф была избрана лидером и президентом партии 23 сентября 2011 года, сменив Мода Олофссона, на съезде партии в Оре. Таким образом, она стала самым молодым лидером Партии Центра.
29 сентября 2011 года Лёф также сменила Мода Олофссона на посту министра бизнеса и предпринимательства. Она добилась замены министра окружающей среды Андреаса Карлгрена на Лену Эк, бывшего депутата Европарламента, и предложила создать новую должность в правительстве: министр энергетики и цифровых ресурсов, занятую впоследствии Анной-Карин Хатт.
В 2012 году в своём выступлении на собрании Партии Центра Лёф раскритиковала правительство, частью которого она была, за неспособность поддерживать темпы реформ, которые были обозначены Альянсом за Швецию в 2006 году, и призвала к обновлению. «Альянс потерял импульс. Альянс стал угасать», — сказала она об Альянсе. Это выступление встретилось с яростным сопротивлением со стороны других партий, в основном христианских демократов и секретаря партии Акко Анкарберга. Выступление также привлекло внимание из-за критики бывшего министра культуры от партии социал-демократов Мариты Ульвског: «Новый спичрайтер появился у Анни Лёф? К сожалению, это не помогло. Доверия к ней нет. Это может сработать в Top Model, а в жизни нет», — написала она в Twitter. Позже Ульвског извинилась за часть своих высказываний.
6 августа 2012 года Лёф уволила Кристину Лугнет, генерального директора Шведского агентства экономического и регионального роста, после того, как стало известно, что агентство Лугнет потратило около 16 млн шведских крон на непрофильные цели в течение короткого периода времени: банкеты, командировки, проживание в отеле и прочее. Это было незаконно по шведскому законодательству и противоречило собственным правилам агентства.
8 августа стало известно, что Лёф использовала бюджетные деньги для посещений ресторана, а именно она организовывала банкеты для своих сотрудников, на общую сумму 20 000 шведских крон. Партия Центра позже возместила эти расходы в казну, так как это были мероприятия в рамках партийной деятельности.
После парламентских выборов 2014 года показатели доверия к Анни Лёф резко возросли. В 2017 году у Анни Лёф были самые высокие показатели доверия среди лидеров крупных политических партий Швеции среди шведских избирателей.
В июне 2017 года Лёф приняла участие в собрании Бильдербергского клуба в Шантильи, штате Вирджиния, в Соединенных Штатах.
После  выборов в 2018 году спикер шведского парламента Андреас Норлен попросил Лёф изучить возможность формирования коалиции. Впоследствии Лёф попыталась заручиться поддержкой правоцентристского Альянса (четырёхпартийного блока, в состав которого входит Центр) с целью формирования коалиции, которая исключала бы Шведских демократов и Левую партию. Она отказалась от своей заявки на формирование нового правительства через неделю. В январе 2019 года она в конечном итоге убедила свою партию отказаться от своих традиционных правоцентристских союзников и выдвинуть главу социал-демократов Стефана Лёвена на пост премьер-министра Швеции.
15 сентября 2022 года Лёф объявила, что уйдет в отставку с поста лидера Партии Центра. Причиной стали низкие результаты партии на выборах 11 сентября. На внеочередном общем собрании, которое состоится 2 февраля 2023 года в Хельсингборге, будет избран новый лидер Партии Центра. Кандидатами являются Даниэль Бэкстрём, Элизабет Танд Рингквист и Мухаррем Демирок.

## Личная жизнь
Анни Лёф живёт в муниципалитете Нака, пригороде Стокгольма.
30 июля 2011 года Лёф вышла замуж за Карла Йохане Лёфа (бывш. Карлссона) и сменила фамилию. 10 сентября 2015 года у них родилась дочь Эстер, а 3 декабря 2019 года у них родилась вторая дочь Сага.